# Alexis Smith
Margaret Alexis Smith (ur. 8 czerwca 1921 w Penticton, zm. 9 czerwca 1993 w Los Angeles) – kanadyjsko-amerykańska aktorka filmowa i teatralna oraz piosenkarka.

## Biografia
Margaret Alexis Fitzsimmons-Smith urodziła się w kanadyjskiej Kolumbii Brytyjskiej, w rodzinie Kanadyjki Gladys Mabel Fitz-Simmons i Szkota Alexandra Smitha. Niedługo po urodzeniu jej rodzice przenieśli się wraz z nią do Los Angeles i naturalizowali w 1939, co przyszłej aktorce dało amerykańskie obywatelstwo. Dorastała w Hollywood, gdzie ukończyła Hollywood High School.
W 1940 została „odkryta” przez jednego z łowców talentów wytwórni Warner Bros., podpisała kontrakt i przez kolejnych dziesięć lat występowała w jej produkcjach. Początkowo powierzano jej role epizodyczne. Pierwszą znaczącą kreację stworzyła w filmie Michaela Curtiza Załoga bombowca (1941), gdzie partnerowała Errolowi Flynnowi. Typowo propagandowo-wojenny obraz odniósł spory sukces i stał się dla Smith przepustką do dalszej kariery. W 1946 zagrała w obrazie Dzień i noc, który po latach krytycy uznali za najbardziej udany film w jej dorobku.
W 1950 związała się z Universal Pictures. W 1952 wystąpiła w słuchowisku radiowym NBC Submarine Commander – jednym z odcinków popularnej antologii Lux Radio Theatre. W połowie lat 50. trafiła do telewizji. Przez następne dwadzieścia lat, jej kariera aktorska opierała się głównie o teatr i telewizję. W 1971 zadebiutowała na Broadwayu. Rola Phyllis w musicalu Follies przyniosła jej rok później (1972) nagrodę Tony. W dekadzie lat 70. to właśnie scena teatralna była głównym polem jej artystycznej działalności. Wystąpiła m.in. w The Women (1973), Summer Brave (1975) i Platinum (1978). Ten ostatni występ przyniósł jej kolejną nominację do nagrody Tony dla najlepszej aktorki. W połowie lat 70., filmem Bez zobowiązań (1976) Guya Greena, powróciła po dłuższej nieobecności na ekran filmowy. W ciągu kolejnych lat kilka razy pojawiała się w filmach, nie zaniedbując telewizji. Na ogół były to kreacje u boku znanych aktorów i aktorek, w filmach znanych reżyserów, zyskujące przychylne recenzje. W 1990 za gościnny występ w serialu komediowym Zdrówko otrzymała nominację do nagrody Emmy. W 1993 zagrała w swoim ostatnim filmie – był to Wiek niewinności Martina Scorsese. Jego premiera miła miejsce już po śmierci aktorki.
W swojej karierze zagrała w blisko pięćdziesięciu filmach i dwudziestu serialach TV. Przyszło jej partnerować w nich tak znanym gwiazdom kina jak: Errol Flynn, Fredric March, Humphrey Bogart, Robert Alda, Cary Grant, Eleanor Parker, Paul Henreid, Jack Benny, Clark Gable i Paul Newman. W 1947 partnerowała Ronaldowi Reaganowi w filmie Stallion Road. Wiele filmów z jej udziałem uchodzi obecnie za klasykę kina.
Zmarła na raka mózgu w Los Angeles 9 czerwca 1993, w dzień po swoich 73. urodzinach. Jej ciało zostało poddane kremacji, a prochy rozrzucone nad Atlantykiem.

## Życie osobiste
Przez 49 lat pozostawała w bezdzietnym związku z aktorem Craigiem Stevensem, którego poznała na planie filmu Steel Against the Sky w 1941.

## Wybrana filmografia

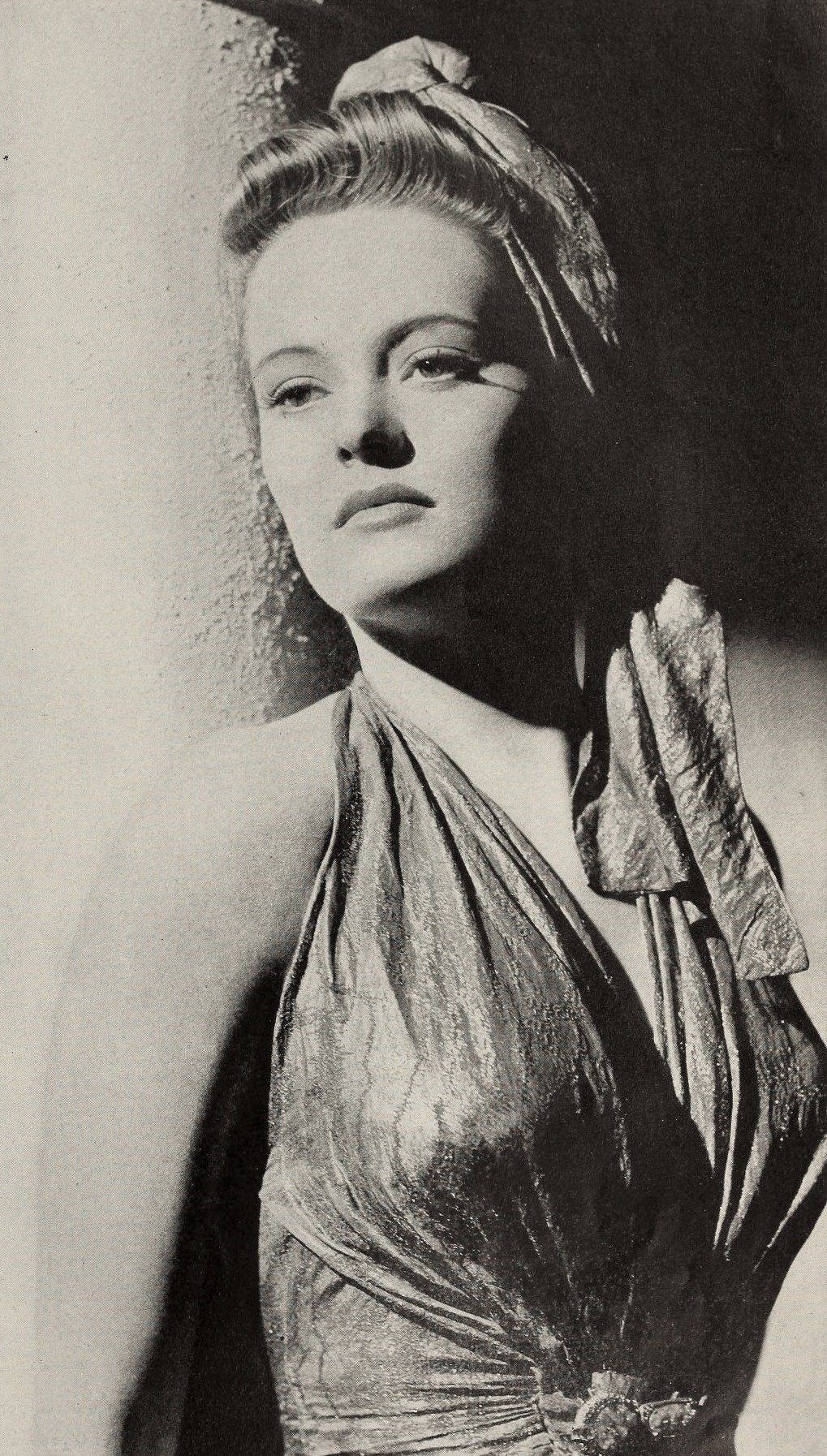
Alexis Smith (1943)

- 1941: Załoga bombowca – Linda Fisher
- 1945: Błękitna rapsodia – Christine Gilbert
- 1945: Konflikt – Evelyn Turner
- 1946: Dzień i noc – Linda Lee Porter
- 1947: The Two Mrs. Carrolls - Cecily Latham
- 1948: Dziewczyna w bieli – Marian Halcombe
- 1949: Any Number Can Play - Lon Kyng
- 1950: Montana – Maria Singleton
- 1951: Przybywa narzeczony – Winifred Stanley
- 1953: W mgnieniu oka – Kay Garven
- 1954: Śpiący tygrys – Glenda Esmond
- 1956: Młodzi filadelfijczycy – Carol Wharton
- 1975: Bez zobowiązań – Deidre Milford Granger
- 1976: Mała dziewczynka, która mieszka na końcu drogi – pani Hallet
- 1978: Cień Caseya – Sarah Blue
- 1978: Twardziele – Belle
- 1982–1985: Statek miłości – Justina Downey/Angela Lovett/Amanda Drake
- 1982: Pstrąg – Gloria
- 1984–1990: Dallas – lady Jessica Montford
- 1986: Twardziele – Belle
- 1990: Zdrówko – Alice Anne Volkman
- 1990: Lola – Phoebe
- 1993: Wiek niewinności – Louisa van der Luyden

## Występy sceniczne
- 1952: Życie prywatne
- 1953: Czarna magia na Manhattanie
- 1955: Zwariowana ulica
- 1957: Mary, Mary
- 1965: Cactus Flower
- 1968: Follies
- 1971: Kobieta
- 1973: Aplauz
- 1973: Summer Brave
- 1975: Platinum
- 1978: Najlepszy mały burdelik w Teksasie
- 1979–1980: Kumpel Joey